# Centúria
Centúria era uma unidade de infantaria do exército romano, que constituía as coortes romanas, que continha oitenta legionários, correspondendo a dez contubérnios (a unidade mínima do exército romano, constando de oito soldados a dez). Cada contubérnio alojava-se numa loja ou cubículo de barracão de 6 praças — a quarta parte do mesmo estava sempre de guarda.
Cada centúria era comandada pelo centurião, ajudado por um optio ou tenente e por um tesserário ou suboficial de segurança. Tinha um estandarte ou signo que era levado por um signífero. Assim mesmo, cada centúria dispunha de um bucinador, encarregado de tocar a bucina, uma espécie de trompa utilizada para transmitir ordens acústicas a jeito de toques.
Cada coorte tinha até seis centúrias e cada legião romana tinha sessenta centúrias de legionários.
As centúrias agrupavam-se administrativamente por pares formando manípulos de 160 infantes, e estes, pela sua vez, operativamente em grupos de três formando uma coorte de 480 legionários.
Excepcionalmente, a primeira coorte, era formada pelos homens mais aguerridos e experientes da legião, composta de apenas cinco centúrias. Mas estas eram centúrias duplas, ou seja, de 160 homens cada uma. Os centuriões dessas centúrias eram chamados primos ordinais (primi ordinis), menos o da primeira centúria, que recebia o nome de primipilo.

## Escala hierárquica
- Contubérnios: de 8 a 10 legionários
- Centúria: (10 contubérnios) 80 a 100 legionários mandados pelo centurião
- Manípulo: (2 centúrias) 160 a 200 legionários.
- Coortes: (3 manípulos) 480 a 600 legionários mandados pelo tribuno pretoriano e que se destinava à guarda-leal e soberania
- Legião: (10 coortes) 4800 a 6000 legionários de elite, sob o comando de um general ou por um legado.